# António Teles de Meneses
António Teles de Meneses (1600 – luglio 1657) è stato un politico e militare portoghese, che fu Governatore dell'India tra il 1639 e il 1640, governatore dello Stato del Brasile tra il 1647 e il 1650, e governatore dell'Angola tra il 1651 e il 1652. Luogotenente generale di re Giovanni IV di Portogallo, dopo la morte del sovrano fu nominato Viceré e governatore dell'India, ma morì durante il viaggio verso la sua nuova destinazione.

## Biografia
Nacque all'incirca nel 1600, quinto figlio di Rui Teles de Meneses (c.1560¬1616), ottavo signore di Unhão, e de Doña Mariana da Silveira. Intrapresa la vita militare inizialmente servì come capitano di Diu, come general das armadas de remo e de alto bordo, e poi, nel 1646 fu nominato quarantaseiesimo Governatore e Capitano generale dell'India, dove rimase fino al 1640.
Alla fine di quell'anno rientrò nel Regno del Portogallo, poiché è annoverato tra i numerosi nobili che parteciparono al colpo di stato del 1º dicembre 1640, con cui fu ristabilita l'indipendenza del Portogallo dalla Corona di Spagna. Nominato Governatore e Capitano generale dello Stato del Brasile, si insediò a Bahia il 26 dicembre 1647, sostituì António Teles da Silva. 
Nominato primo conte di Vila Pouca de Aguiar, fu incaricato di aiutare la Capitania contro la minaccia portata dalle truppe olandesi del colonnello Sigismund van Schkoppe, che avevano occupato l'isola di Itaparica, nella baia di Tutti i Santi, isolando di fatto la capitale coloniale. Nominato Capitão-General della Armada de Socorro, alzando la sua insegna sul galeone Bom Jesus de Portugal (Capitânia), arrivò con le sue navi in Brasile il 24 dicembre, scoprendo che gli olandesi avevano evacuato l'isola il 14 dello stesso mese. Intraprese successivamente una azione per andare in aiuto di Pernambuco, usando una combinazione di sforzi diplomatici e militari che portò alla prima battaglia di Guararapes, il 19 aprile 1648, in cui gli olandesi furono sconfitti.
Durante il suo governo venne costituita a Lisbona la Companhia Geral do Comércio do Brasil, simile alla Compagnia olandese delle Indie occidentali. Dopo aver governato il Brasile, assunse l'incarico di governatore dell'Angola, ricoprendo tale incarico fino al 1652. Al suo ritorno nel Regno fu nominato luogotenente generale di re Giovanni IV di Portogallo, e alla morte del sovrano, nel 1656, fu uno dei nobili a portare la bara del re. Per affrontare l'offensiva olandese contro lo Stato portoghese dell'India, lanciata nel 1657, la Reggente Luisa di Guzmán e i suoi ministri decisero di ricostituire del flotta della Armada da India, nominandolo nel contempo Viceré. La flotta salpò il 4 aprile, ma la morte lo colse durante il viaggio nel luglio 1657. Caso raro all'epoca l'intera flotta arrivò a Mormugão il 5 settembre e a Barra do Mandovi due giorni dopo.
Sposato due volte, la prima con Maria de Castelo Branco, e la seconda con la cugina Helena de Castro, non ebbe figli.
Ebbe un solo figlio illegittimo da Maria Landrove, Aires Teles de Meneses.

### Fonti
1. 1 2 3 4 5 6 7 8 9 10 11  fcsh.unl.
2. ↑  Carvalho Viotti 2019, p. 249.
3. 1 2  Nautarch.
4. 1 2  Moréri 1753, p. 353.